# Чебурашка йде до школи
«Чебурашка йде до школи» — ляльковий мультиплікаційний фільм Романа Качанова за мотивами творів Едуарда Успенського. Продовження фільму «Шапокляк» (1974).
Фільм став четвертим за рахунком, і створений із значною перервою після перших трьох випусків, він має вдвічі меншу тривалість та проблеми зі зв'язаністю сюжету: Чебурашка в цьому фільмі не вміє читати, хоча в першому фільмі («Крокодил Гена») він здатний прочитати оголошення Гени.

## Сюжет
Чебурашка не зустрів Крокодила Гену в аеропорту. Виявляється, Чебурашка неграмотний і не зміг прочитати телеграму Гени. Вихід один — потрібно йти до школи, тим більше що завтра як раз 1 вересня. Школа ж закрита на ремонт, який ніяк не можуть закінчити.

## Голоси персонажів
- Василь Ліванов — Крокодил Гена
- Клара Рум'янова — Чебурашка
- Георгій Бурков — Продавець
- Юрій Андрєєв — Шапокляк

## Знімальна група
- Автори сценарію: Едуард Успенський, Роман Качанов
- Кінорежисер: Роман Качанов
- Художники-постановники: Ольга Боголюбова, Леонід Шварцман,
- Кінооператори: Теодор Бунімович,  Володимир Сидоров
- Композитор: Володимир Шаїнський
- Звукооператор: Борис Фільчіков
- Редактор: Наталія Абрамова
- Монтаж: Галина Філатова
- Мультиплікатори: Наталія Дабіжа, Михайло Письман, Ірина Собінова-Тоні Канал, Наталія Тимофєєва
- Ляльки та декорації виготовили:
Володимир Аббакумов, Наталія Барковська,
Олександр Бєляєв, Сергій Галкін,
Наталія Грінберг, Віктор Гришин,
Павло Гусев, Світлана Знам'янська,
Михайло Колтунов, Валентин Ладигін,
Олег Масаїнов, Володимир Маслов,
Олександр Максимов, Ніна Мольова,
Валерій Петров, Людмила Рубан,
Марина Чеснокова, Семен Етліс
- Директор знімальної групи: Григорій Хмара